# Europadenkmal
Europadenkmäler gibt es innerhalb Europas an mehreren Orten.

## Europadenkmal am Dreiländereck Belgien–Deutschland–Luxemburg
Dieses Europadenkmal (französische Bezeichnung: Monument des trois Frontières) steht nahe dem Dreiländereck Belgien–Deutschland–Luxemburg (B/D/L) auf dem Gebiet von Belgien und Luxemburg.
Das Denkmal befindet sich an der Nordgrenze des Deutsch-Luxemburgischen Naturparks im nordwestlichsten Winkel des Teilgebiets Naturpark Südeifel zwischen Ouren (B; nördlich), Sevenig (D; östlich) und Lieler (L; westlich). Es steht knapp 2 km westlich der rheinland-pfälzischen Landesstraße 1, etwa 1 km südsüdöstlich der belgischen Ortschaft Ouren, zu dessen Gemeindegebiet es gehört, und 150 m westlich des Grenzflusses Our auf etwa 320 m Höhe. Unmittelbar durch die Denkmalanlage verläuft in West-Ost-Richtung die belgisch-luxemburgische Grenze. Das am 22. Oktober 1977 eingeweihte Europadenkmal wurde von der Europäischen Vereinigung für Eifel und Ardennen aufgestellt. Es geht zurück auf den damaligen Präsidenten dieser Vereinigung, Georges Wagner aus Luxemburg, nach dem auch eine Brücke über die Our benannt wurde.
Das Europadenkmal ist von einer Grünanlage mit fünf großen Steinblöcken, Informationstafeln und Fahnenmasten umgeben. Auf vier Steinen sind die Namen der „Vorkämpfer für ein vereintes Europa“ (Konrad Adenauer, Joseph Bech, Paul-Henri Spaak und Robert Schuman) angebracht. Der fünfte Stein erinnert an die Römischen Verträge und die Unterzeichner aus den sechs beteiligten Staaten.

## Europadenkmal in Luxemburg

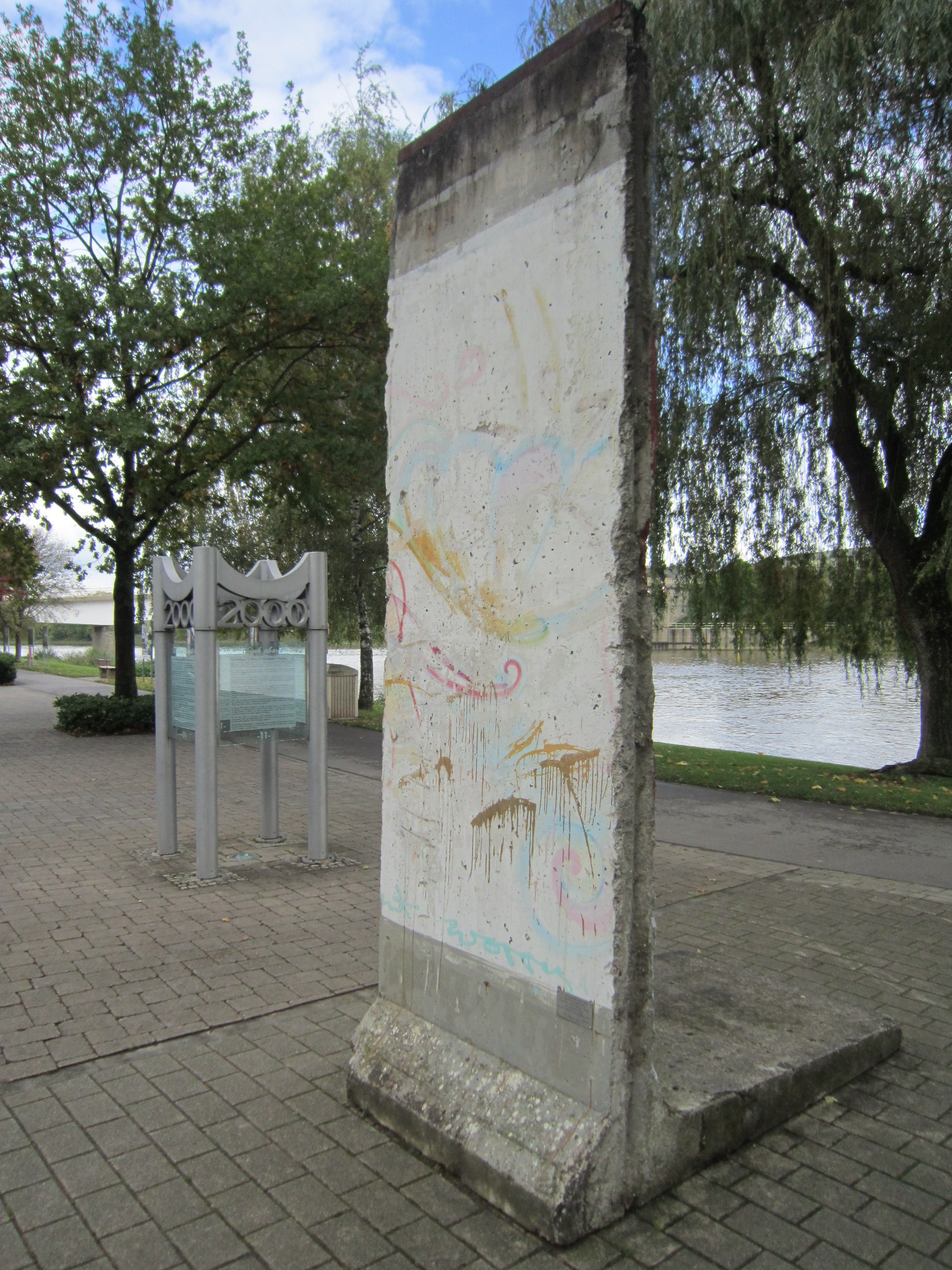
Europadenkmal und Segment der Berliner Mauer am Moselufer in Schengen (L)

Dieses Europadenkmal steht in der Gemeinde Schengen, die im Südteil des luxemburgischen Bezirks Grevenmacher unmittelbar westlich der deutschen Gemeinde Perl wenige Meter vom Dreiländereck Luxemburg-Deutschland-Frankreich liegt. Es steht nahe dem westlichen Moselufer und wurde etwas nordöstlich vom Centre European Schengen aufgestellt.
Im Schengener Übereinkommen von 1985 vereinbarten die fünf europäischen Staaten Belgien, Deutschland, Frankreich, Luxemburg und Niederlande auf Kontrollen des Personenverkehrs an ihren gemeinsamen Grenzen zu verzichten. Das Abkommen ist nach dem luxemburgischen Moselort Schengen benannt, wo es am 14. Juni 1985 unterzeichnet wurde.

## Europadenkmal in Bayern
Dieses Europadenkmal steht im Nordostteil von Bayern (BY; Deutschland) in Wunsiedel, der im Fichtelgebirge gelegenen Kreisstadt des oberfränkischen Landkreis Wunsiedel im Fichtelgebirge. Es steht östlich der Innenstadt nahe der Nordwestecke von Jean-Paul-Straße und Ludwigstraße und wurde aus Wunsiedler Marmor angefertigt.

## Europadenkmal im Saarland
Dieses Europadenkmal steht im Südwesten des Saarlands (SL; Deutschland) im Landkreis Saarlouis in Berus, einem Ortsteil der Gemeinde Überherrn. Es befindet sich an der Orannastraße und ist etwa 1500 m von der französischen Grenze entfernt.
Das Denkmal in Berus wurde auf Anregung des europäisch denkenden saarländischen Politikers Helmut Bulle von 1966 bis 1970 errichtet und am 24. Mai 1970 enthüllt. Es ist eine Konstruktion aus zwei 16 m hohen, senkrecht und parallel nebeneinander angeordneten Betonplatten, die im oberen Teil durch ein Bündel Stahlstäbe mit kreuzförmigem Profil miteinander verbunden sind, was auf die gemeinsame Vergangenheit der Region Saarland / Lothringen als Montanstandort hinweisen soll. Im unteren Teil befindet sich eine Aussichtsplattform, von der der Blick sowohl ins Tal der Saar als auch nach Frankreich hinein reicht.
Es ist drei weithin bekannten Europäern (Robert Schuman, Konrad Adenauer und Alcide de Gasperi) gewidmet; außerdem werden mit dem Denkmal zwei weitere Mitbegründer der Europäischen Gemeinschaft (Joseph Bech und Paul-Henri Spaak) gewürdigt.